# Torbenwolffia galatheae
Torbenwolffia galatheae är en djurart som tillhör fylumet skedmaskar, och som beskrevs av Zenkevitch, L.A. 1966. Torbenwolffia galatheae ingår i släktet Torbenwolffia och familjen Bonelliidae. Inga underarter finns listade i Catalogue of Life.